# Fünfhufenteich
Der etwa vier Hektar große Fünfhufenteich liegt zwischen Ottendorf-Okrilla, Lomnitz, Wachau und Seifersdorf in Sachsen. Er befindet sich am Flusslauf der Orla und deren Nebenlauf Saugraben.

## Allgemeines
Der Name deutet auf fünf landwirtschaftliche Güter, sogenannte Hufe hin, die früher an den Teich angrenzten. Im Topographischen Atlas des Königreichs Sachsen (1841–1843) von Jacob A. H. Oberreit ist das angrenzende Waldstück als die 5 Hufen verzeichnet. Am Teich vorbei verläuft der Fernwanderweg Lausitzer Schlange. Der Fünfhufenteich ist ein ausgewiesenes Flächennaturdenkmal.

## Natur
Der Fünfhufenteich ist Teil des Europäischen Schutzgebietes Natura 2000 (zugehörig zum FFH-Schutzgebiet Fließgewässersystem Kleine Röder und Orla) und unterliegt somit strengen naturschutzrechtlichen Bestimmungen.
Um den Teich herum liegen einige artenreiche Frischwiesen (FFH-Lebensraumtyp Flachland-Mähwiesen), die zum Teil als Weideflächen genutzt werden. Die Uferbereiche sind stellenweise dicht mit Schilfrohr bewachsen. Der Echte Wurmfarn ist ebenfalls am Ufer zu finden. Rund um den Fünfhufenteich wachsen zahlreiche Laubbaumarten, zum Beispiel Stieleichen, Birken, Hainbuchen, Schwarz-Erlen, Bergahorn, Spitzahorn, Roteichen und Eschen. Teilweise erreichen vor allem die Eichen Stammdurchmesser von über 1,50 Meter und beachtliche Höhen.
Am Zulauf des Fünfhufenteiches wächst der als Neophyt einzuordnende Sonnenhut. 
Der Fünfhufenteich ist ein Gewässer des Deutschen Anglerverbandes und dient vor allem der Karpfenhaltung. Das Angeln ist untersagt. Durch den Fund von Trittsiegeln konnte der Fischotter am Fünfhufenteich nachgewiesen werden. Im Unterholz rund um den Teich ist die Waldmaus zu finden. Wasserfrösche und verschiedene Libellen sind im und am Teich heimisch.

## Sandteich
Der etwa 500 Meter entfernt gelegene Sandteich ist ebenfalls ein Pachtgewässer des Deutschen Anglerverbandes. In dem als Aufzuchtgewässer genutzten See ist sowohl das Angeln als auch das Baden verboten. Der Sandteich ist ebenfalls von Eichen, Birken, Eschen und anderen Laubgehölzen umgeben. Im Uferbereich wächst der Wald-Frauenfarn.